# Ramlibacter humi
Ramlibacter humi es una bacteria gramnegativa del género Ramlibacter. Fue descrita en el año 2019. Su etimología hace referencia a suelo. Es aerobia e inmóvil. Tiene un tamaño de 0,2-0,6 μm de ancho por 0,7-1,5 μm de largo. Es pleomórfica, pudiendo tener forma cocoide o de bacilo. Forma colonias blancas, transparentes, circulares, lisas y pegajosas en agar R2A. Temperatura de crecimiento entre 15-37 °C, óptima de 30 °C. Catalasa y oxidasa positivas. Se ha aislado de suelo forestal en China. 